# Голубово (Верхнедвинский район)
Голубово (бел. Галу́бава) — агрогородок в Верхнедвинском районе Витебской области Беларуси. В составе Бельковщинского сельсовета.

## География
Расположен в 25 км на восток от Верхнедвинска, в 201 км от Витебска, в 12 км от железнодорожной станции Свольно.
Ближайшие населённые пункты Желтовщина, Лавруки, Свиравщина и др.

### Гидрография
Расположен на реке Свольна.

## История
До 2004 года центр Голубовского сельсовета.
В 2011 году деревня Голубово преобразована в агрогородок.

## Население

### Численность
- 2009 год — 53 жителей

### Динамика
- 1996 год — 106 жителей, 33 дворов[4]
- 1999 год — 86 жителей (перепись населения)
- 2009 год — 53 жителей (перепись населения)

## Улицы
- Центральная

## Достопримечательность
- Братская могила —  Историко-культурная ценность Республики Беларусь, шифр 213Д000234.